# Conversione di Saulo (Raffaello)

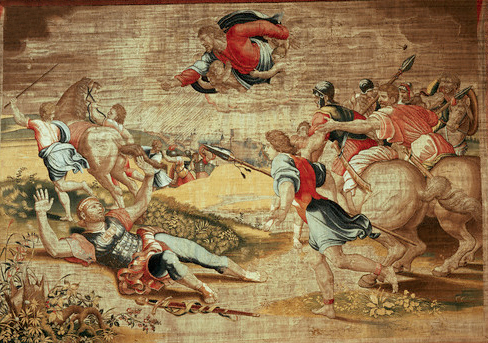
Copia seicentesca dell'arazzo

La Conversione di Saulo è un arazzo della bottega di Pieter van Aelst su disegno di Raffaello Sanzio, databile al 1515-1519 e conservato nella Pinacoteca Vaticana a Roma. Fa parte dei cartoni per gli arazzi della Cappella Sistina.

## Storia
Leone X incaricò Raffaello di realizzare dei cartoni preparatori per una serie di arazzi da collocare nella Cappella Sistina, tra la fine del 1514 e l'inizio del 1515. I cartoni vennero inviati a Bruxelles e trasformati in arazzi nella bottega di Pieter van Aelst. Giunsero a Roma entro il 1519, venendo esposti (sette su dieci) durante la solennità di santo Stefano (26 dicembre) di quell'anno. Gli altri tre dovettero pervenire immediatamente dopo. I cartoni erano destinati a decorare il registro più basso delle pareti (quello coi finti tendaggi), nella zona separata dalla transenna marmorea destinata al papa e ai religiosi; erano utilizzati nelle solenni festività e si leggevano, come le storie soprastanti, dalla parete dell'altare verso il lato opposto. 
Della Conversione di Saulo si sa che il cartone finì nella collezione del cardinal Grimani a Venezia, dove lo vide il Michiel nel 1521 e nel 1528; in seguito se ne persero completamente le tracce, perciò non fa parte del gruppo al Victoria and Albert Museum.

## Descrizione e stile
La scena si ispira a un passo degli Atti degli Apostoli (IX, e3 e ss.), ed è riferita, a giudicare dal risultato, al Sanzio coadiuvato da Giulio Romano. 
Sulla via di Damasco Saulo/san Paolo è folgorato dalla visione luminosa di Dio, che portò alla sua conversione, un gruppo di compagni a cavallo accorre da destra, con gesti coincitati che sottolineano il dinamismo della scena. Altri fuggono spaventati col cavallo, a sinistra in secondo piano. La figura di Gesù circondato da angeli rimanda all'esempio di Michelangelo, come la scena della Creazione di Adamo sulla volta della Cappella Sistina.
Raffaello, consapevole del confronto con Michelangelo in Cappella, impostò i disegni con un crescendo drammatico, dove le figure prevalgono sul paesaggio o sull'architettura di sfondo, contrapponendosi in gruppi o in personaggi isolati, per facilitare la lettura delle azioni. Gli schemi sono dunque semplificati e i gesti e la mimica dei personaggi enfatizzati, per renderli più eloquenti e "universali". A differenza di Michelangelo però la monumentalità non deriva dal tormento plastico delle figure, ma da equilibri accuratamente studiati, che bilanciano la composizione e i sussulti spirituali dei protagonisti, nonostante le volute asimmetrie. 
Nonostante la sorveglianza di Bernard van Orley, affinché i modelli venissero rispettati fedelmente, gli arazzieri alterarono inevitabilmente le composizioni, indurendo i lineamenti delle figure e i paesaggi, nonché aggiungendo l'oro e vari arricchimenti ornamentali.